# Norwegia na Letnich Igrzyskach Olimpijskich 1948
Norwegię na Letnich Igrzyskach Olimpijskich 1948 reprezentowało 81 zawodników, 77 mężczyzn i 4 kobiety.

## Zdobyte medale
| Medal  | Zawodnik | Dyscyplina    | Konkurencja                     |
| ------ | --- | ------------- | ------------------------------- |
| Złoto  | Thor Thorvaldsen Sigve Lie Håkon Barfod | Żeglarstwo    | klasa Dragon                    |
| Srebro | Ivar Mathisen Knut Østby | Kajakarstwo   | K-2 10 000 m                    |
| Srebro | Aage Eriksen | Zapasy        | Waga lekka                      |
| Srebro | Bjørn Paulson | lekkoatletyka | skok wzwyż                      |
| Brąz   | Eivind Skabo | Kajakarstwo   | K-1 10 000 m                    |
| Brąz   | Willy Røgeberg | Strzelectwo   | Karabin dowolny 3 postawy 300 m |
| Brąz   | Kristoffer Lepsøe Torstein Kråkenes Hans Egill Hansen Halfdan Gran-Olsen Harald Kråkenes Leif Næss Thor Pedersen Carl Monssen Sigurd Monssen | Wioślarstwo   | ósemka                          |